# Hope Island (British Columbia)
Hope Island ist eine Insel in der kanadischen Provinz British Columbia. Sie liegt in der Königin-Charlotte-Straße, zwischen Vancouver Island und dem kanadischen Festland. Von Vancouver Island wird die Insel durch den Goletas-Kanal getrennt. Südöstlich der Insel, getrennt durch die Bate-Passage, liegt als nächste größere Insel Nigei Island. Hope Island gehört zum Regional District of Mount Waddington. Die nächstgrößere Ansiedlung ist die etwa 35 Kilometer Luftlinie südöstlich, auf Vancouver Island, gelegene Kleinstadt Port Hardy.
Die etwa 35 Quadratkilometer große Insel gehört als Indian reserve (Hope Island 1) komplett der Tlatlasikwala Nation, einer Band der Kwakwaka'wakw.
Hope Island wurde nach Sir James Hope (1808–1881) benannt, einem Admiral der North America and West Indies Station.
Hope Island gehört zum traditionellen Siedlungsgebiet der Tlatlasikwala. Der Historiker Robert Galois verortet auf der Insel bis zu sieben ehemalige Siedlungen, über deren Geschichte allerdings wenig bekannt ist. 1851 wurde der damalige Hauptort der Tlatlasikwala auf Cape Sutil (Vancouver Island) durch die britische Royal Navy zerstört. Die Bewohner zogen daraufhin nach Hope Island, in ein Dorf namens Meloopa bzw. Humdaspe (x̱wa̱mdasbe’) im Osten der Insel. Die Europäer nannten auch diesen neuen Hauptort Nawitty, genau wie den zerstörten Ort auf Vancouver Island. Von der kanadischen Regierung wurde ganz Hope Island 1889 den Tlatlasikwala als Reservat bestätigt. Das Land galt damals als „völlig wertlos“ („utterly worthless“), aufgrund der Größe des Gebietes wurden den Tlatlasikwala später aber nur noch kleinere Reservate zusätzlich gewährt. Von 1920 bis 1988 befand sich auf Hope Island eine Station der kanadischen Küstenwache namens Bull Harbour (VAG). Dieses „cut off land“ wurde 1989 an die Tlatlasikwala Nation zurückgegeben.
Hope Island besteht aus zwei Teilen, zwischen denen eine Bucht namens Bull Harbour liegt. In dieser Bucht liegt die kleine Insel Norman Island, auf der sich in der ersten Hälfte des 19. Jahrhunderts ein Dorf und Handelsplatz namens xwa̱dza̱x̱sdi’ befand. Auf der schmalen Landverbindung zwischen den beiden Inselteilen liegt bzw. lag eine ebenfalls Bull Harbour (ga̱’ya) genannte Siedlung, der moderne Hauptort der Tlatlasikwala. Der Name ist seit 1841 belegt und bezieht sich auf Seelöwenbullen. Laut kanadischem Zensus lebten 2006 auf Hope Island 5 Menschen, 2011 hatte die Insel 15 Einwohner. Für 2016 und 2021 wurden jeweils keine Einwohner nachgewiesen. Nach eigenen Aussagen arbeitet die Tlatlasikwala Nation daran, die nötige wirtschaftliche Basis aufzubauen, um nach Hope Island zurückkehren zu können. 2015 erlaubte die Regierung von British Columbia den Tlatlasikwala und Marine Harvest Canada im Meer um Hope Island zwei Lachsfarmen zu betreiben. 2019 stellte die Provinz ein Projekt vor, im Zuge dessen die Tlatlasikwala Nation insgesamt 770.000 kanadische Dollar zum Aufbau erneuerbarer Energien auf Hope Island erhalten soll. Im Jahr 2023 diente Hope Island als ein Drehort für die dritte Staffel der Survival-Reality-Show 7 vs. Wild.
Ein Teil der Bull Harbour Bucht ist als Wasserlandeplatz Bull Harbour Water Aerodrome ausgewiesen (IATA-Code: YBH, ICAO-Code: CYBH).
Auf der Insel unterhält die kanadische Küstenwache mehrere Leuchttürme. An der Westspitze liegt der Leuchtturm „Nahwitti Point“ (Nummer: G5642) und im zentralen Süden der Leuchtturm „Godkin Point“ (Nummer: G5641). Diese dienen der Navigation im Goletas-Kanal. Ein weiterer Leuchtturm (Name: „Bull Harbour Entrance“; Nummer: G5641.2) dient der Ansteuerung von Bull Harbour.